# Answer in the Sky
Answer in the Sky è un brano composto ed interpretato dall'artista britannico Elton John. Il testo è di Bernie Taupin.

## Il brano
Proveniente dall'album del 2004 Peachtree Road (ne costituisce la terza traccia), si caratterizza come un pezzo d'ispirazione country e gospel: Elton suona il pianoforte, ed è accompagnato dalla sua Elton John Band, formata da Davey Johnstone (chitarre elettrica, acustica, slide e baritono), Nigel Olsson (batteria), Guy Babylon (programmazione e direzione dell'arrangiamento, organo hammond), Bob Birch (basso) e John Mahon (percussioni). La potente sezione di coristi è formata da L'Tanya Shields, Alecia Terry, M. Dennis Sims e Rosalind McNight. Il titolo del testo di Bernie significa letteralmente Risposta Nel Cielo, e presenta tematiche universalistiche e riflessive.
Answer in the Sky è stata pubblicata come singolo promozionale, ma non ha avuto un particolare successo (sebbene abbia conseguito la numero 7 nella classifica statunitense della musica Adult contemporary). Ciò nonostante, Elton l'ha comunque inserita nella scaletta del The Red Piano Tour.